# 南京市市长列表
本列表列出南京市市长：

## 中华民国时期
| 名称   | 任职时间                     | 任职机构及任职名称             |
| ------ | ---------------------------- | ------------------------------ |
| 刘纪文 | 1927年6月－1928年4月         | 南京市市长                     |
| 何民魂 | 1928年4月－1928年7月         | 南京市市长                     |
| 刘纪文 | 1928年7月14日－1930年4月14日 | 南京市市长                     |
| 魏道明 | 1930年4月14日－1932年1月6日  | 南京市市长                     |
| 马超俊 | 1932年                       | 南京市市长                     |
| 谷正伦 | 1932年－1933年               | 南京市代理市长                 |
| 石瑛   | 1933年－1937年               | 南京市市长                     |
| 萧山令 | 自1937年12月14日起兼任       | 南京市市长（南京保卫战中殉国） |
| 沈怡   | 1946年                       | 南京市市长                     |
| 滕傑   | 1948年11月－1949年4月        | 南京市市长                     |

## 中华人民共和国时期
| 名称   | 任职时间                      | 任职机构及任职名称                                 |
| ------ | ----------------------------- | -------------------------------------------------- |
| 刘伯承 | 1949年5月－1950年7月          | 南京市人民政府市长                                 |
| 柯庆施 | 1950年7月－1950年10月         | 南京市人民政府市长                                 |
| 柯庆施 | 1950年10月－1952年12月        | 南京市人民政府委员会市长                           |
| 惠浴宇 | 1953年1月－1954年8月          | 南京市人民政府委员会市长                           |
| 彭冲   | 1955年4月－1959年8月          | 南京市人民委员会市长                               |
| 陈扬   | 1959年8月－1961年4月          | 南京市人民委员会市长                               |
| 徐步   | 1961年4月－1965年7月          | 南京市人民委员会市长                               |
| 岳维藩 | 1965年7月－1967年3月          | 南京市人民委员会市长                               |
| 张潮夫 | 1967年3月－1968年3月          | 南京市军事管制委员会主任                           |
| 杨广立 | 1968年3月－1970年12月         | 南京市革命委员会主任、市革命委员会党的核心小组组长 |
| 方敏   | 1970年12月－1974年6月         | 南京市革命委员会主任                               |
| 储江   | 1975年8月－1981年1月          | 南京市革命委员会主任                               |
| 王昭铨 | 1981年1月－1982年9月          | 南京市人民政府市长                                 |
| 徐智   | 1982年9月－1983年4月          | 南京市人民政府市长                                 |
| 张耀华 | 1983年4月－1988年1月          | 南京市人民政府市长                                 |
| 戴顺智 | 1988年1月－1989年11月         | 南京市人民政府市长                                 |
| 王荣炳 | 1989年11月－1990年3月         | 南京市人民政府代理市长                             |
| 王荣炳 | 1990年3月－1993年6月          | 南京市人民政府市长                                 |
| 王武龙 | 1993年6月－1994年3月          | 南京市人民政府代理市长                             |
| 王武龙 | 1994年3月－1994年12月         | 南京市人民政府市长                                 |
| 王宏民 | 1995年7月－1996年1月          | 南京市人民政府代理市长                             |
| 王宏民 | 1996年1月－2001年1月          | 南京市人民政府市长                                 |
| 罗志军 | 2001年10月－2002年1月         | 南京市人民政府代理市长                             |
| 罗志军 | 2002年1月－2003年5月          | 南京市人民政府市长                                 |
| 蒋宏坤 | 2003年5月－2004年1月          | 南京市人民政府代理市长                             |
| 蒋宏坤 | 2004年1月－2009年8月          | 南京市人民政府市长                                 |
| 季建业 | 2009年8月19日－2010年1月21日  | 南京市人民政府代理市长                             |
| 季建业 | 2010年1月21日－2013年10月23日 | 南京市人民政府市长                                 |
| 缪瑞林 | 2013年12月26日－2014年1月16日 | 南京市人民政府代理市长                             |
| 缪瑞林 | 2014年1月16日－2018年1月19日  | 南京市人民政府市长                                 |
| 蓝绍敏 | 2018年1月19日－2018年1月25日  | 南京市人民政府代理市长                             |
| 蓝绍敏 | 2018年1月25日－2019年10月25日 | 南京市人民政府市长                                 |
| 韩立明 | 2019年10月25日－2020年1月12日 | 南京市人民政府代理市长                             |
| 韩立明 | 2020年1月12日－2021年6月29日  | 南京市人民政府市长                                 |
| 夏心旻 | 2021年6月29日－2022年4月10日  | 南京市人民政府代理市长                             |
| 夏心旻 | 2022年4月10日－2023年1月8日   | 南京市人民政府市长                                 |
| 陈之常 | 2023年1月8日－2023年1月13日   | 南京市人民政府代理市长                             |
| 陈之常 | 2023年1月13日－现任           | 南京市人民政府市长                                 |